# Höchstädten
Höchstädten ist ein Gemeindeteil der Stadt Ebern im unterfränkischen Landkreis Haßberge in Bayern.

## Geografie
Das Dorf liegt im östlichen Teil des Landkreises im Baunachgrund, rechts der Baunach, auf einem Hang. Ebern befindet sich etwa vier Kilometer im Südosten. Die Bundesstraße 279 von Fulda nach Breitengüßbach führt östlich vorbei. Gemeindestraßen verbinden den Ort mit Fischbach und Frickendorf.

## Geschichte
Der Ortsname bedeutet „bei den hochgelegenen Wohnplätzen“. Gräberfunde in den 1950er Jahren in der Umgebung belegen eine Besiedelung um das Jahr 900. Knochen, Schädel und Eisenmesser aus dem Wiesengrund unterhalb des Dorfes gehen auf eine slawische Kultur zurück.
1244 soll der Ort erstmals in einer Rauenecker Schenkungsurkunde erwähnt worden sein. Eine Nennung erfolgte im Jahre 1326. Das Bamberger Spital St. Katharina hatte damals den Zehnt „ze Newsazze vber das Dorff Hostet“. 1484 hatte „Hans Wibel zu Hochstet“ Lehen des Klosters Michelsberg. 1747 war „Hochstatt“ ein Würzburgisches zum Ritter-Orth Baunach gehöriges Dorf.
1862 wurde die Landgemeinde Fischbach, bestehend aus dem Pfarrdorf Fischbach und dem Weiler Höchstädten, in das neu geschaffene bayerische Bezirksamt Ebern eingegliedert. Der Weiler, 1,0 Kilometer von Fischbach entfernt, zählte im Jahr 1871 61 Einwohner. Im Jahr 1900 hatte die 588,41 Hektar große Gemeinde 245 Einwohner, von denen 243 evangelisch und 2 katholisch waren. In Höchstädten lebten 64 Personen in 14 Wohngebäuden. Die zuständige evangelische Pfarrei und Bekenntnisschule befand sich im 2,5 Kilometer entfernten Nachbarort Eyrichshof. 1925 lebten in dem Weiler 58 Personen in 13 Wohngebäuden.
1950 hatte das Dorf Höchstädten 72 Einwohner und 11 Wohngebäude. Die Katholiken gehörten zum Sprengel der Pfarrei Pfarrweisach. Im Jahr 1961 waren die Katholiken inzwischen der Pfarrei Ebern zugeordnet worden. 1970 waren es 53 und 1987 55 Einwohner sowie 11 Wohngebäude mit 11 Wohnungen.
Am 1. Januar 1972 wurde Höchstädten mit Fischbach nach Ebern eingegliedert. Am 1. Juli 1972 folgte im Rahmen der Gebietsreform die Auflösung des Landkreises Ebern und Höchstädten kam zum Haßberg-Kreis.
Die evangelischen Einwohner gehören zum Sprengel der Kirchengemeinde Eyrichshof mit Pfarrsitz in Fischbach, die katholischen zum Sprengel der Pfarrei St. Laurentius in Ebern.

## Baudenkmäler
- Kommunbrauhaus (Höchstädten)